# Doorn Records
Doorn Records (Estilizado "DOORN Records") é uma gravadora fundada em 2007 pelo produtor musical Sander Van Doorn, o selo é uma das mais de 40 subgravadoras da Spinnin' Records 

A primeira música com o selo foi "Riff", produzida pelo próprio Doorn, em 1 de Outubro de 2007, e a mais popular é o hit internacional de 2013 "Tsunami", pelo duo DVBBS e pelo produtor Borgeous 

Até agosto de 2015, a gravadora contava com mais de 1000 músicas em seu acervo, com o catálogo "DOORN"